# Lyngby Boldklub sæson 2025-26
Lyngby Boldklub sæson 2025-26 er Lyngby Boldklubs 17. sæson i den næstbedste danske fodboldrække Betinia Liga, og den 103. som fodboldklub. Udover NordidBet Liga deltager klubben i DBU Pokalen.

## Klub

### Førsteholdets trænerstab
| Jobbeskrivelse    | Navn                  |
| ----------------- | --------------------- |
| Cheftræner        | Morten Karlsen        |
| Assistenttræner   | Danmark               |
| Assistenttræner   | Mads Kristensen       |
| Fysisk træner     | Thomas Kjærbye        |
| Fysisk træner     | Benjamin Mortensen    |
| Analysetræner     | Daniel de Castro      |
| Målmandstræner    | Thomas Villadsen      |
| Transitionstræner | Bo Storm              |
| Hold leder        | Henrik 'Lux' Sørensen |
| Læse              | Adam Witten           |
| Fysioterapeut     | Jeppe Høvsgaard       |
| Fysioterapeut     | Pablo de la Fuente    |
| Fysioterapeut     | Jonas Osmundsen       |

Sidst opdateret: 22. januar 2024.
Kilde: https://lyngby-boldklub.dk/foersteholdstruppen/

### Klubadministration
| Jobbeskrivelse | Navn                         |
| -------------- | ---------------------------- |
| Adm. Direktør  | Andreas Byder                |
| Adm. Direktør  | Nicas Kjeldsen               |
| Sportschef     | Andreas Byder Nicas Kjeldsen |

Sidst opdateret: 21. december 2020.
Kilde: "Kontakt". lyngby-boldklub.dk. Hentet 21. december 2020.

### Sponsor
- Hovedsponsor: Spreadex Sports[1]

## Spillere

### Førstehold
Oversigten er opdateret til og med 12. juli 2025
| Nr. | Land     | Position | Spiller                                |
| --- | -------- | -------- | -------------------------------------- |
| 1   | Danmark  | MM       | Jonathan Ægidius                       |
| 2   | Danmark  | FO       | Oskar Buur                             |
| 4   | Frankrig | FO       | Baptiste Rolland                       |
| 5   | Serbien  | FO       | Mihajlo Ivančević                      |
| 6   | Danmark  | MI       | Bror Blume                             |
| 7   | Canada   | AN       | Simon Colyn                            |
| 8   | Danmark  | MI       | Mathias Hebo                           |
| 9   | Ghana    | AN       | Malik Abubakari                        |
| 10  | Island   | AN       | Ísak Thorvaldsson (Leje fra Rosenborg) |
| 11  | Danmark  | AN       | Magnus Warming                         |
| 13  | Danmark  | MI       | Casper 'Dani' Winther                  |
| 14  | Danmark  | MI       | Lauge Sandgrav                         |
| 16  | Danmark  | FO       | Johan Meyer                            |

| Nr. | Land    | Position | Spiller                   |
| --- | ------- | -------- | ------------------------- |
| 17  | Danmark | MI       | William Steindorsson      |
| 18  | Danmark | AN       | Jesper Cornelius          |
| 19  | Danmark | MI       | Gustav Fraulo             |
| 20  | Danmark | MI       | Mathias Kaarsbo           |
| 21  | Danmark | MM       | Oskar Snorre              |
| 22  | Danmark | MI       | Peter Langhoff            |
| 24  | Danmark | MI       | Tobias Storm              |
| 25  | Danmark | FO       | Gustav Mortensen          |
| 26  | Danmark | AN       | Frederik Gytkjær          |
| 27  | Danmark | AN       | Adam Vendelbo             |
| 29  | Danmark | AN       | Nikolai Baden Frederiksen |
| 31  | Danmark | MM       | Anton Mayland             |

### Transfers

#### Ind
| No. | Pos | Spiller                 | Skiftet fra                  | Type           | Dato            | Beløb | Kilde                              |
| --- | --- | ----------------------- | ---------------------------- | -------------- | --------------- | ----- | ---------------------------------- |
|     | MÅ  | Oskar Snorre            | Randers FC                   | Transfer       | 20. juni 2025   |       | [ 3 ] [ 4 ]                        |
|     | FO  | Johan Meyer             | Esbjerg forenede Boldklubber | Retur fra leje | 26. maj 2025    |       | [ 5 ]                              |
|     | FO  | Gustav Mortensen        | Vendsyssel FF                | Retur fra leje | 28. maj 2025    |       | [ 6 ]                              |
|     | MI  | William Steindorsson    | Lyngby Boldklub U19          | Akademiet      | 18. juni 2025   |       | [ 7 ]                              |
|     | FO  | Mihajlo Ivančević       | Odense Boldklub              | Fri transfer   | 9. juli 2025    |       | [ 8 ] [ 9 ] [ 10 ]                 |
|     | AN  | Ísak Snaer Thorvaldsson | Rosenborg BK                 | Leje           | 9. juli 2025    |       | [ 11 ] [ 12 ] [ 13 ] [ 14 ]        |
|     | MI  | Bror Blume              | WSG Tirol                    | Fri transfer   | 17. juli 2025   |       | [ 15 ] [ 16 ] [ 17 ] [ 18 ] [ 19 ] |
|     | MI  | Simon Colyn             | De Graafschap                | Fri transfer   | 12. august 2025 |       | [ 20 ] [ 21 ] [ 22 ] [ 23 ]        |

#### Ud
| No. | Pos | Spiller              | Skiftet til         | Type             | Dato            | Beløb     | Kilde                              |
| --- | --- | -------------------- | ------------------- | ---------------- | --------------- | --------- | ---------------------------------- |
|     | FO  | Brian Hamalainen     |                     | Karrierestop     | 25. juni 2025   |           | [ 24 ] [ 25 ]                      |
|     | AN  | Sævar Atli Magnússon | SK Brann            | Kontraktudløb    | 26. juni 2025   |           | [ 26 ] [ 27 ]                      |
|     | FO  | Magnus Jensen        | Sønderjyske Fodbold | Transfer         | 27. juni 2025   |           | [ 28 ] [ 29 ]                      |
|     | AS  | Mikkel Beckmann      |                     | Kontraktudløb    | 28. maj 2025    |           | [ 30 ] [ 31 ] [ 32 ]               |
|     | FO  | Adam Andersson       |                     | Kontraktudløb    | 30. juni 2025   |           | [ 33 ]                             |
|     | MÅ  | Jonas Krumrey        | RB Leipzig          | Tilbage fra leje | 30. juni 2025   |           | [ 33 ]                             |
|     | FO  | Leon Klassen         | SV Darmstadt 98     | Transfer         | 21. juni 2025   |           | [ 34 ] [ 35 ]                      |
|     | MÅ  | Jannich Storch       | Randers FC          | Transfer         | 16. juni 2025   |           | [ 36 ] [ 37 ]                      |
|     | FO  | Rasmus Thelander     | Omonoia Aradippou   | Transfer         | 26. juni 2025   |           | [ 38 ] [ 39 ] [ 40 ]               |
|     | FO  | Lucas Lissens        | Randers FC          | Transfer         | 20. juni 2025   |           | [ 41 ]                             |
|     | AN  | Jonathan Amon        | Vejle Boldklub      | Transfer         | 1. Juli 2025    |           | [ 42 ] [ 43 ] [ 44 ]               |
|     |     | Adam Vendelbo        | Vendsyssel FF       | Leje             | 6. august 2025  |           | [ 45 ] [ 46 ] [ 47 ]               |
|     | AN  | Michael Opoku        | Sarpsborg 08 FF     | Transfer         | 15. august 2025 | 7,5 M Kr. | [ 48 ] [ 49 ] [ 50 ] [ 51 ] [ 52 ] |

## Turneringer

### Grundspil
| Pos | Hold         | K | V | U | T | M+ | M- | MF | P | Kvalifikation      |
| --- | ------------ | - | - | - | - | -- | -- | -- | - | ------------------ |
| 7   | Hvidovre     | 0 | 0 | 0 | 0 | 0  | 0  | 0  | 0 | Kvalifikationsspil |
| 8   | Kolding      | 0 | 0 | 0 | 0 | 0  | 0  | 0  | 0 | Kvalifikationsspil |
| 9   | Lyngby ⇩     | 0 | 0 | 0 | 0 | 0  | 0  | 0  | 0 | Kvalifikationsspil |
| 10  | Middelfart ⇧ | 0 | 0 | 0 | 0 | 0  | 0  | 0  | 0 | Kvalifikationsspil |
| 11  | AaB ⇩        | 0 | 0 | 0 | 0 | 0  | 0  | 0  | 0 | Kvalifikationsspil |

### Kampe
Lyngby BK's kampe i sæsonen 2025-26.

#### Grundspillet
Sejr       Uafgjort       Nederlag
| 20. juli 2025 1 | Esbjerg fB | 0 - 2   | Lyngby Boldklub              | Esbjerg |
| 15:00           |            | Rapport | - 29' Buur - 88' Þorvaldsson | Stadion: Blue Water Arena Tilskuere: 3.615 Dommer: Frederik Svendsen Linjedommer: Anders Eriksen Linjedommere: Sune Feddersen Fjerdedommer: Allan Staal |

| 25. juli 2025 2 | Lyngby Boldklub | 1 - 1   | B.93      | Kongens Lyngby |
| 19:00           | Þorvaldsson 71' | Rapport | 32' Isaki | Stadion: Lyngby Stadion Tilskuere: 3.288 Dommer: Sebastian Friis Aagerup Linjedommer: Anders Randrup Linjedommere: Simon Blond Fjerdedommer: Jacob Stausgaard Kobberrød |

| 2. august 2025 3 | Aarhus Fremad | 0 - 2   | Lyngby Boldklub           | Aarhus |
| 14:00            |               | Rapport | - 12' Warming - 89' Blume | Stadion: Riisvangen Stadion Dommer: Jacob Stausgaard Kobberrød Linjedommer: Alex Petersen Linjedommere: Martin Outzen Fjerdedommer: Mikkel Secher Marcussen |

| 10. august 2025 4 | Lyngby Boldklub   | 1 - 2   | Hvidovre IF             | Kongens Lyngby                                                |
| 14:00             | - Þorvaldsson 49' | Rapport | - 19' Egho - 79' Jensen | Stadion: Lyngby Stadion Tilskuere: 3.053 Dommer: Svend Funder |

| 16. august 2025 5 | Kolding IF                   | 2 - 3 | Lyngby Boldklub                             | Kolding                                               |
| 13:45             | - Taannander 40' - Olsen 87' |       | - 71' Þorvaldsson - 78' Blume - 82' Gytkjær | Stadion: Autocentralen Park Dommer: Frederik Svendsen |

| 19. august 2025 6 | Lyngby Boldklub |  | Hillerød Fodbold | Kongens Lyngby          |
| 19:00             |                 |  |                  | Stadion: Lyngby Stadion |

| 23. august 2025 7 | Lyngby Boldklub |  | AC Horsens | Kongens Lyngby          |
| 13:00             |                 |  |            | Stadion: Lyngby Stadion |

| 30. august 2025 8 | Middelfart Boldklub |  | Lyngby Boldklub | Middelfart                             |
| 14:00             |                     |  |                 | Stadion: Middelfart Sparekasse Stadion |

| 11. september 2025 9 | Hobro IK |  | Lyngby Boldklub | Hobro             |
| 19:00                |          |  |                 | Stadion: DS Arena |

| 21. september 2025 10 | Lyngby Boldklub |  | HB Køge | Kongens Lyngby          |
| 15:00                 |                 |  |         | Stadion: Lyngby Stadion |

| 26. september 2025 11 | Lyngby Boldklub |  | AaB | Kongens Lyngby          |
| 19:00                 |                 |  |     | Stadion: Lyngby Stadion |

| 6. oktober 2025 12 | Hvidovre IF |  | Lyngby Stadion | Hvidovre                       |
|                    |             |  |                | Stadion: PRO VENTILATION ARENA |

| 13 |  |  |  |  |
|    |  |  |  |  |

| 14 |  |  |  |  |
|    |  |  |  |  |

| 15 |  |  |  |  |
|    |  |  |  |  |

| 16 |  |  |  |  |
|    |  |  |  |  |

| 17 |  |  |  |  |
|    |  |  |  |  |

| 18 |  |  |  |  |
|    |  |  |  |  |

| 19 |  |  |  |  |
|    |  |  |  |  |

| 20 |  |  |  |  |
|    |  |  |  |  |

| 21 |  |  |  |  |
|    |  |  |  |  |

| 22 |  |  |  |  |
|    |  |  |  |  |

#### Oddset Pokalen
Sejr       Uafgjort       Nederlag
| 5. august 2025 1. runde | FC Helsingør | 0 - 1   | Lyngby Boldklub | Helsingør                                       |
| 18:00                   |              | Rapport | 14' Blume       | Stadion: Helsingør Stadion Dommer: Jonas Hansen |

#### Træningskampe
Sejr       Uafgjort       Nederlag
| 28. juni 2025 | Lyngby Boldklub               | 2 - 3   | Hillerød Fodbold                               | Kongens Lyngby           |
| 12:00         | - Gytkjær 17' - Abubakari 73' | Rapport | - 7' (sm.) Selvmål - 37' Etim - 50' ustinussen | Stadion: Lyngby Idrætsby |

| 5. juli 2025 | Lyngby Boldklub                            | 4 - 1 120 min | Hvidovre IF | Kongens Lyngby           |
| 12:00        | - Gytkjær 28', 58' - Hebo 34' - Fraulo 78' | Rapport       | - 41' Papa  | Stadion: Lyngby Idrætsby |

| 12. juli 2025 | Lyngby Boldklub                                     | 3 - 1 3 x 45 min | AC Horsens                       | Kongens Lyngby           |
| 13:00         | - Gytkjær 39' - Kaarsbo 93', 102' - Rolland - Meyer | Rapport          | - 132' Gudmundsson - Gudmundsson | Stadion: Lyngby Idrætsby |